# 笠原彰人
笠原 彰人（かさはら あきと、1994年5月8日 - ）は、日本の俳優。スーパーエキセントリックシアター（SET）映画放送部Ｊｒ(ジュニア)所属。埼玉県出身。血液型はA型。男性エンターテインメントユニットGrab"A"（グラバ）のメンバー。

## 経歴
2017年 スーパーエキセントリックシアター ボイスアクターズコース第3期レッスン生。
2018年7月29日 SET所属の7人組新ユニット『Grab″A″（グラバ）』結成、メンバーの１人。
2020年5月31日　『Grab″A″（グラバ）』脱退、及びSET退所。

## 人物
Grab"A"でのキャッチコピーは「知性と天然の狭間」、カラーは「黄」。メンバー７人の中でも、ずば抜けた歌唱力を持つ。
また、Grab"A"のオリジナル曲「Never Ending Love Song」の作詞も手掛けている。
特技は、歌、野球。小学校から高校まで、野球をしていた。
趣味は、水族館巡り。

## 出演

### TV番組
- NHK「精霊の守人3」（2017年）
- NHK-Eテレ「世界の哲学者に人生相談」（2017年8月26日放送）[1]
- NHK-Eテレ「ボキャブライダー～選ばれし者～」（2018年3月17日）[2]

### 映画
- ムビハイ18「ランチメイト症候群」（2018年）[3]
- 「みつばちマーヤの大冒険」（2016年日本公開）吹替[4]

### 舞台
- ミュージカル・MEMORY BOYS～想い出を売る店～ チームフォルテ ルバート役[5]
  - 2018年6月30日～12月19日 サンリオピューロランド内フェアリーランドシアター
  - 製作協力：ネルケプランニング[6][7]
- アドリブ心理劇・レジスタンスイレブン～ハロウィンを守り抜け～  コフレリオ新宿シアター[8]
  - 2018年10月10日 ライブパート Grab"A"で出演
- アドリブ心理劇・レジスタンスイレブン～クリスマスを守り抜け～  コフレリオ新宿シアター
  - 2018年12月12日 ライブパート Grab"A"で出演
- アリスインデッドリースクール 少年 出演
  - 2019年6月26日-6月30日 品川六行会ホール[9]
- Flying Trip Vol.15「ビターズ 」出演[10]
  - 2019年10月2日～2019年10月6日 中野ザ・ポケット
- 悪因悪果 出演
  - 2020年3月4日～3月8日 俳優座劇場

### ライブ
所属ユニットGrab"A"参照
- AMG MUSIC 梅雨フェス出演（2017年6月17日）[11]
- AMG MUSIC 夏フェス出演（2017年8月5日）[12]
- 赤石華presents. 「♪SMILE MUSIC♪歌でたくさんの笑顔を～華 Happy Birthday～」出演（2018年3月2日）[13][14]
- 祝！新元号『令和 』Start of a Special Day アブラヒム・ハンナと出演 柏ThumbUp（2019年5月1日）
- YOKOHAMA G.B.STREET アブラヒム・ハンナと出演 横浜ビブレ前（2019年5月5日）
- 歌詞輪の音會~Special Live~  鈴木雅也、アブラヒム・ハンナと出演 柏ThumbUp(2019年6月1日)
- KASHIWA MUSIC PARTY 鈴木雅也、東将司と出演 柏ThumbUp（2019年8月18日）

### その他
- AMG MUSIC DEBUT CONTESTファイナリスト13名のうちの1人（2017年）[15]